# Happy Xmas (War Is Over)
"Happy Xmas (War Is Over)" és una cançó de Nadal publicada l'any 1971 com a senzill de John & Yoko/The Plastic Ono Band amb el Harlem Community Choir. Va ser el setè senzill llançat per John Lennon fora del seu treball amb The Beatles. La cançó va arribar al número quatre al Regne Unit, on el seu llançament es va retardar fins al novembre de 1972, i de tant en tant ha tornat a sorgir a la llista de singles del Regne Unit, sobretot després de l'assassinat de Lennon el desembre de 1980, quan va assolir el número dos.
També una cançó de protesta contra la guerra del Vietnam, "Happy Xmas (War Is Over)" s'ha convertit des d'aleshores en un estàndard de Nadal, sovint gravada per altres artistes, apareixent en àlbums recopilatoris de música de temporada i anomenada a les enquestes com a favorita de les vacances. En una enquesta a tot el Regne Unit el desembre de 2012, va ser votada desena a l'especial de televisió d'ITV The Nation's Favorite Christmas Song (la nadala preferida de la nació).

## Rerefons
"Happy Xmas (War Is Over)" va ser la culminació de més de dos anys d'activisme per la pau duts a terme per John Lennon i Yoko Ono que va començar amb la protesta als llit que van convocar el març i el maig de 1969, el primer dels quals va tenir lloc durant la seva lluna de mel.  L'antecedent directe de la cançó va ser una campanya multimèdia internacional llançada per la parella el desembre de 1969, en el punt àlgid del moviment contracultural i les seves protestes contra la participació dels Estats Units en la guerra del Vietnam, que consistia principalment en llogar espais publicitaris a 12 ciutats importants del món per a la mostra de cartells en blanc i negre que declaraven "WAR IS OVER! If You Want It - Happy Christmas from John & Yoko" (LA GUERRA S'HA ACABAT! Si ho vols - Bon Nadal de John & Yoko). Tot i que anteriorment hi havia aparegut un vers similar a les cançons contra la guerra de 1968 "The War Is Over" de Phil Ochs i "The Unknown Soldier" de The Doors (que inclou la tornada "The war is over"), l'ús de "War is over" (sense l'article definit) de Lennon i Ono pot ser casual; no hi ha cap evidència que confirmi que estiguessin familiaritzats amb aquestes obres anteriors, o si és així, si els va influir.
Reconeixent l'accessibilitat i l'atractiu popular que va fer que el seu senzill "Imagine" de 1971 tingués més èxit comercial que les seves altres cançons posteriors als Beatles, Lennon va concloure: "Ara entenc el que has de fer: transmetre el teu missatge polític amb una mica de mel". Va concebre "Happy Xmas (War Is Over)" com un mitjà per elaborar els temes de la unitat social i el canvi pacífic promulgat a través de la responsabilitat personal i l'empoderament que van servir com a base de la campanya de cartells anteriors, intentant transmetre optimisme evitant el sentimentalisme que sentia sovint caracteritzava les cançons nadalenques. De 1963 a 1969, the Beatles havien emès enregistraments especials per Nadal directament als membres del seu club de fans. Després que el grup es dissolgués l'any 1970, Lennon va ser el primer antic membre a publicar una cançó de Nadal original. Després de "Happy Xmas (War Is Over)" es publicarienseria seguida per "Ding Dong, Ding Dong" de George Harrison (1974), "Wonderful Christmastime" de Paul McCartney (1979) i l'àlbum "I Wanna Be Santa Claus" de Ringo Starr (1999).

## Gravació
A finals d'octubre de 1971, amb una melodia senzilla i lletres mig formades, Lennon va gravar una maqueta de guitarra acústica de "Happy Xmas (War Is Over)" a les seves habitacions de l'hotel St. Regis de la ciutat de Nova York, on vivien ell i Ono. Ono rebria crèdit de coescriptura, però l'abast real de la seva contribució en aquesta etapa inicial no és clar, ja que no va participar en la demostració, que era atípica de les seves col·laboracions. Una altra demo de la cançó es va fer a finals d'octubre després que la parella hagués comprat un apartament al Greenwich Village. Lennon va portar a Phil Spector per ajudar-lo a produir, com va fer amb els seus dos àlbums anteriors, John Lennon/Plastic Ono Band i Imagine, que s'havia llançat als Estats Units unes setmanes abans.
La primera sessió d'enregistrament es va celebrar el dijous 28 d'octubre al vespre a l'estudi Record Plant. Després que els músics de sessió, alguns dels quals havien actuat en un moment o altre com a membres de la Plastic Ono Band, van establir els temes bàsics de suport instrumental i de sobregrabació, Lennon i Ono van afegir les veus principals. Un dels quatre guitarristes presents va substituir el baixista Klaus Voormann, el vol del qual des d'Alemanya s'havia retardat. L'endemà, Ono i els músics de sessió, inclòs Voormann, van gravar la cara B del senzill, "Listen, the Snow Is Falling". El Harlem Community Choir, 30 nens, la majoria d'entre quatre i dotze anys, va anar a l'estudi la tarda del 31 d'octubre per gravar els cors de la contramelodia i cantar al cor. Durant aquesta sessió, Iain Macmillan també va fer fotografies per a la funda de la coberta original.

## Composició
La cançó comença amb les felicitacions nadalenques parlades d'Ono i Lennon als seus fills de matrimonis anteriors: Ono xiuxiueja, "Happy Cristmas (Feliç Nadal), Kyoko", després Lennon xiuxiueja, "Happy Christmas, Julian". Les lletres que acompanyen els àlbums recopilatoris Shaved Fish (1975) i The John Lennon Collection (1982) transcriuen erròniament aquesta introducció com a "Happy Christmas, Yoko. Happy Christmas, John".
Quan Lennon va tocar per primera vegada la seva maqueta per a Phil Spector, el productor va comentar que la línia inicial de la cançó, "So this is Christmas...", era rítmicament idèntica al senzill "I Love How You Love Me " de 1961 de The Paris Sisters, que el mateix Spector havia produït. A l'estudi de gravació, Lennon va encarregar als guitarristes que incorporessin riffs d'estil mandolina semblants als que s'escoltaven a "Try Some, Buy Some", un senzill que Spector i George Harrison havien produït el febrer de 1971 per a la seva dona, Ronnie Spector, antiga component de The Ronettes. Spector també va incloure instruments de percussió del tipus que va utilitzar a l'àlbum de 1963 A Christmas Gift for You.
A més d'aquests elements reapropiats, els acords i l'estructura melòdica de "Happy Xmas (War Is Over)" són semblants a la balada tradicional anglesa "Skewball", però amb un metre rítmic diferent, modulacions posteriors i una contramelodia de cor totalment nova i diferent. Els versos de la cançó són els més propers en estructura a la interpretació de 1963 (titulada "Stewball") per Peter, Paul i Mary.

## Alliberament
Apple Records va publicar "Happy Xmas (War Is Over)" i "Listen, the Snow Is Falling" a Amèrica l'1 de desembre de 1971 (Apple 1842). Publicat en format senzill de 7" en vinil verd transparent amb una funda d'imatge de cartolina, el premsat portava dues variacions d'etiquetes, una de les quals mostrava una seqüència de cinc imatges que mostraven la cara de Lennon transformant-se en la d'Ono. Aquesta seqüència va aparèixer originalment a la contraportada del catàleg de l'exposició de la retrospectiva de la carrera d'Ono This Is Not Here, presentada l'octubre de 1971 al Museu d'Art Everson de Syracuse, Nova York.
Una disputa entre la companyia de música Northern Songs i Lennon sobre els drets de publicació va retardar el llançament de "Happy Xmas (War Is Over)" al Regne Unit fins al 24 de novembre de 1972 (Apple R 5870). La tirada britànica inicial es va publicar en format únic de 7" en vinil verd opac amb la funda de la imatge i l'etiqueta variant, però es va esgotar ràpidament i va haver de ser reprimida en vinil negre estàndard.
La primera aparició de l'àlbum de la cançó va ser a Shaved Fish, l'únic recopilatori d'enregistraments en solitari de Lennon publicat durant la seva vida. "Happy Xmas" es va unir allà amb part d'una versió en directe de "Give Peace a Chance", interpretada com a final del concert benèfic One to One de Lennon i Ono el 30 d'agost de 1972. Dissenyada per Roy Kohara, la portada de l'àlbum està composta per il·lustracions de Michael Bryan que representen cada cançó de l'àlbum; per a "Happy Xmas (War Is Over)", la imatge mostra un avió deixant caure un ornament de Nadal en lloc d'una bomba.
Al llarg dels anys, "Happy Xmas (War Is Over)" ha estat reeditat en diversos formats senzills per Capitol, Geffen i Parlophone, de vegades juntament amb el llançament d'àlbums que recullen el treball de Lennon.
Una mescla aproximada produïda durant la primera sessió d'enregistrament el 28 d'octubre de 1971 es va publicar el 1998 a la John Lennon Anthology.

## Recepció
En el seu debut en single als Estats Units el 1971, "Happy Xmas (War Is Over)" no va tenir gaire èxit. Això va ser a causa del llançament tardà del senzill, que va resultar en una emissió limitada abans de Nadal, i una manca de promoció. El senzill va assolir el número 36 al Cash Box Top 100 Singles i el número 28 al Record World Singles Chart, i el número 3 al Billboard Christmas Singles Chart. El senzill va tornar a aparèixer posteriorment a les llistes de Nadal de Billboard el 1972, 1983, 1984 i 1985. La cançó va aparèixer al número 32 de la llista Billboard Hot Adult Contemporary durant la setmana que va acabar el 6 de gener de 1996. L'entrada més recent de la cançó i la posició més alta a la llista Billboard Hot 100 va ser el 2022, on va assolir el número 38 durant la setmana que va acabar el 31 de desembre de 2022.
"Happy Xmas (War Is Over)" va tenir un èxit immediat a la Gran Bretanya quan es va publicar allà el novembre de 1972. La cançó va assolir el número 4 a la llista de singles del Regne Unit i el número 10 a les llistes compilades per Melody Maker. Des de llavors, ha tornat a entrar a la llista de singles del Regne Unit nou vegades més. El més notable d'aquests casos es va produir immediatament després de la mort de Lennon el 8 de desembre de 1980. El senzill va assolir el número 2, darrere d'un altre senzill reeditat de Lennon, "Imagine", i va romandre a les llistes durant nou setmanes.
El crític de rock clàssic definitiu, Nick DeRiso, la va valorar com la cinquena cançó política en solitari més gran de Lennon, assenyalant que "Lennon va aprofitar l'oportunitat per animar els festers de Yuletide cap a un sentit més ampli de pacifisme".

## Altres versions
El 1985, el grup australià The Incredible Penguins va llançar una versió de la cançó, que va assolir el número 10 de la llista australiana de senzills el desembre de 1985.
En dècades posteriors, "Happy Xmas (War Is Over)" ha obtingut un perfil més alt en el mainstream cultural a causa d'una proliferació creixent d'enregistraments d'altres artistes musicals, la major part dels quals s'han enregistrat des de l'any 2000. Entre aquests, dos han entrat a les llistes de Billboard, tots dos el mateix any. El primer va ser llançat el 17 d'octubre de 2006 per la cantautora canadenca Sarah McLachlan juntament amb el seu àlbum Wintersong, que va ser l'àlbum de Nadal més venut de l'any i nominat als Grammy. Compta amb cors de suport dels cors infantils i juvenils del programa de divulgació musical de la Sarah McLachlan School of Music de Vancouver, Colúmbia Britànica. Entrant a la llista Billboard Adult Contemporary al número 22 la setmana que va acabar el 9 de desembre de 2006, va pujar a la posició màxima del número 5, quatre setmanes després. El segon va ser llançat el 12 de desembre de 2006 pel grup de rock estatunidenc The Fray com a descàrrega digital. Va debutar al número 50 del Billboard Hot 100 i al número 41 del Pop 100 la setmana que va acabar el 31 de desembre de 2006, però es va mantenir a les llistes respectives només una setmana més.
Algunes de les primeres de les altres versions de "Happy Xmas (War Is Over)" apareixen als àlbums de vacances publicats pels principals cantants de pop, com ara I Still Believe in Santa Claus (1990) d'Andy Williams, The Christmas Album (1992) de Neil Diamond, A Very Special Season (1994) de Diana Ross i These Are Special Times (1998) de Céline Dion.
Altres enregistraments notables de "Happy Xmas (War Is Over)" inclouen una versió de 1991 a l'àlbum Standards de The Alarm, una actuació en concert de 1994 de Melissa Etheridge, una versió brasilera de 1995 de Simone, la versió de 2002 de la banda sud-africana Toxic Shame, la versió Maybe This Christmas del 2002 de Sense Field. La banda nord-americana de pop-rock Maroon 5 va publicar una portada el 2005, en suport de la campanya Make Some Noise d'Amnistia Internacional. La cantant australiana Delta Goodrem va gravar aquesta cançó com a cara B al seu cinquè senzill Predictable. Una versió de 2009 de la banda de mash-up Beatallica a l'àlbum Winter Plunderband. El 13 de desembre de 2012, Sean Lennon va interpretar la cançó amb la cantant de gospel Mavis Staples, Jeff Tweedy de la banda Wilco i el Harlem Gospel Choir al programa The Colbert Report de Comedy Central. Durant el concert del 75è aniversari de John Lennon, Sheryl Crow, Aloe Blacc i Peter Frampton van interpretar la cançó amb un cor infantil de The Stuttering Association for the Youth.
El 14 de desembre de 2018, Miley Cyrus i Mark Ronson van gravar una versió de la cançó amb el fill de Lennon, Sean Ono Lennon. Tots tres van interpretar la seva versió a l'episodi del 15 de desembre de 2018 de Saturday Night Live, on Ronson i Cyrus van ser convidats musicals de l'episodi. El novembre de 2019, John Legend va llançar una nova versió de la cançó, que inclouen arranjaments de cordes de Matt Jones que inclouen un solo improvisat del violinista Scott Tixier. Va arribar al número nou a la llista de singles del Regne Unit. La cançó també va ser versionada a finals del 2019 per HimeHina VTubers Hime Tanaka i Hina Suzuki.
Una versió francesa va ser gravada per René Simard i la seva germana petita Nathalie titulada "Noël Des Enfants" de l'àlbum de René 18 ans déjà (1979).
Una versió en català va aparèixer al disc de la Marató contra les malalties respiratòries interpretada per Miki Núñez i cor de l’Escolania de Montserrat.

## Personal
- John Lennon - veu, guitarra, productor
- Yoko Ono - veu, productora
- The Harlem Community Choir: cors, cor infantil
- May Pang – cors de suport
- Nicky Hopkins - piano, campanes, glockenspiel
- Teddy Irwin - guitarra
- Jim Keltner : bateria, cascavells
- Hugh McCracken - guitarra
- Klaus Voormann - baix
- Chris Osbourne - guitarra
- Stuart Scharf - guitarra
- Roy Cicala – enginyer d'àudio
- Phil Spector - productor

## Gràfics
| Gràfic setmanal (1971–2024)               | Millor posició |
| ----------------------------------------- | -------------- |
| Alemanya (Llistes oficials alemanyes)     | 6              |
| Austràlia (ARIA)                          | 13             |
| Àustria (Ö3 Austria Top 40)               | 6              |
| Bèlgica (Ultratop 50 Flandes)             | 4              |
| scope="row"                               |                |
| Canadà (Nielsen SoundScan)                | 16             |
| Canada Top Singles (RPM)                  | 43             |
| Dinamarca (Tracklisten)                   | 15             |
| Escòcia (OCC)                             | 66             |
| Eslovàquia (Radio Top 100)                | 8              |
| Eslovàquia (Singles Digitál Top 100)      | 10             |
| Eslovènia (SloTop50)                      | 3              |
| Espanya (PROMUSICAE)                      | 89             |
| Europa (European Hot 100 Singles)         | 55             |
| Finlàndia (Suomen virallinen lista)       | 14             |
| França (SNEP)                             | 41             |
| Global 200 (Billboard)                    | 18             |
| Hongria (Single Top 40)                   | 23             |
| Hongria (Stream Top 40)                   | 11             |
| Irlanda (IRMA)                            | 2              |
| Itàlia (FIMI)                             | 6              |
| Letònia (LAIPA)                           | 12             |
| Lituània (AGATA)                          | 23             |
| Luxemburg (Billboard)                     | 15             |
| Païssos Baixos (Dutch Top 40)             | 6              |
| Païssos Baixos (Single Top 100)           | 2              |
| Nova Zelanda (Recorded Music NZ)          | 10             |
| Noruega (VG-lista)                        | 3              |
| Polònia (Polònia Airplay Top 100)         | 46             |
| Polònia (Polish Streaming Top 100)        | 41             |
| Portugal (AFP)                            | 37             |
| República Txeca (Rádio – Top 100)         | 25             |
| República Txeca (Singles Digitál Top 100) | 13             |
| Suècia (Sverigetopplistan)                | 11             |
| Suïssa (Swiss Hitparade)                  | 10             |
| UK Singles (OCC)                          | 2              |
| US Billboard Hot 100                      | 38             |
| US Cash Box Top 100                       | 36             |
| US Holiday 100 (Billboard)                | 9              |
| US Record World Singles Chart             | 28             |
| US Rolling Stone Top 100                  | 73             |

| Gràfic setmanal (2006–2023)       | Millor posició |
| --------------------------------- | -------------- |
| Itàlia (FIMI)                     | 32             |
| Lituània (AGATA)                  | 86             |
| Païssos Baixos (Single Top 100)   | 76             |
| Polònia (Polònia Airplay Top 100) | 28             |
| Portugal (AFP)                    | 169            |
| Suècia (Sverigetopplistan)        | 30             |
| Suïssa (Swiss Hitparade)          | 70             |
| US Holiday 100 (Billboard)        | 32             |

| Gràfic setmanal (2007–2015)          | Millor posició |
| ------------------------------------ | -------------- |
| Canadà (Canadian Digital Song Sales) | 36             |
| US Holiday 100 (Billboard)           | 37             |

| Gràfic setmanal (2018–2019)               | Millor posició |
| ----------------------------------------- | -------------- |
| Alemanya (Llistes oficials alemanyes)     | 46             |
| Àustria (Ö3 Austria Top 40)               | 59             |
| Suècia (Sverigetopplistan)                | 99             |
| Suïssa (Swiss Hitparade)                  | 100            |
| US Holiday Digital Song Sales (Billboard) | 7              |

| Gràfic setmanal (2019–2021)       | Millor posició |
| --------------------------------- | -------------- |
| UK Singles (OCC)                  | 9              |
| US Billboard Hot 100              | 69             |
| US Adult Contemporary (Billboard) | 15             |
| US Holiday 100 (Billboard)        | 45             |
| US Rolling Stone Top 100          | 36             |

## Certifications

### Versió original
| País                       | Certificació | Vendes    |
| -------------------------- | ------------ | --------- |
| Alemanya (BVMI)            | Platí        | 500.000   |
| Austràlia (ARIA)           | 2xPlatí      | 140.000   |
| Dinamarca (IFPI Dinamarca) | 2xPlatí      | 180.000   |
| Itàlia (FIMI               | 2xPlatí      | 200.000   |
| Japó (RIAJ)                | Or           | 100.000   |
| Nova Zelanda (RMNZ)        | Platí        | 30.000    |
| Portugal (AFP)             | Or           | 20.000    |
| Regne Unit (BPI)           | 2xPlatí      | 1.200.000 |

### Versió de Céline Dion
| País                       | Certificació | Vendes  |
| -------------------------- | ------------ | ------- |
| Dinamarca (IFPI Dinamarca) | Or           | 45.000  |
| Itàlia (FIMI               | Or           | 50.000  |
| Regne Unit (BPI)           | Argent       | 200.000 |

### Versió de John Legend
| País                | Certificació | Vendes  |
| ------------------- | ------------ | ------- |
| Estats Units (RIAA) | Or           | 500.000 |